# Premier League de Escocia 2004-05
La temporada 2004-05 fue la 108.ª edición del Campeonato escocés de fútbol y la 7.ª edición como Premier League de Escocia, la división más importante del fútbol escocés. La competencia comenzó el 6 de agosto de 2004 y concluyó con la conquista del Glasgow Rangers de su 51.er título de liga.

## Tabla de posiciones
| Pos | Equipo                       | PJ | PG | PE | PP | GF | GC | GA  | Pts |
| --- | ---------------------------- | -- | -- | -- | -- | -- | -- | --- | --- |
| 1.  | Rangers                      | 38 | 29 | 6  | 3  | 78 | 22 | 56  | 93  |
| 2.  | Celtic Glasgow               | 38 | 30 | 2  | 6  | 85 | 35 | 50  | 92  |
| 3.  | Hibernian                    | 38 | 18 | 7  | 13 | 64 | 57 | 7   | 61  |
| 4.  | Aberdeen                     | 38 | 18 | 7  | 13 | 44 | 39 | 5   | 61  |
| 5.  | Heart of Midlothian          | 38 | 13 | 11 | 14 | 43 | 41 | 2   | 50  |
| 6.  | Motherwell                   | 38 | 13 | 9  | 16 | 46 | 49 | -3  | 48  |
|     |                              |    |    |    |    |    |    |     |     |
| 7.  | Kilmarnock                   | 38 | 15 | 4  | 19 | 49 | 55 | -6  | 49  |
| 8.  | Inverness CT (A)             | 38 | 11 | 11 | 16 | 41 | 47 | -6  | 44  |
| 9.  | Dundee United (Copa Escocia) | 38 | 8  | 12 | 18 | 41 | 59 | -18 | 36  |
| 10. | Livingston                   | 38 | 9  | 8  | 21 | 34 | 61 | -27 | 35  |
| 11. | Dunfermline Athletic         | 38 | 8  | 10 | 20 | 34 | 60 | -26 | 34  |
| 12. | Dundee FC                    | 38 | 8  | 9  | 21 | 37 | 71 | -34 | 33  |

 PJ = Partidos jugados; PG = Partidos ganados; PE = Partidos empatados; PP = Partidos perdidos;
GF = Goles anotados; GC = Goles recibidos; DG = Diferencia de gol; PTS = Puntos
- (A) : Ascendido la temporada anterior.

|  | Campeón y clasificado a Liga de Campeones de la UEFA 2005-06. |
|  | Clasificado a Liga de Campeones de la UEFA 2005-06.           |
|  | Clasificado a Copa de la UEFA 2005-06.                        |
|  | Desciende a Primera División de Escocia.                      |

## Máximos Goleadores
| Jugador         | Club                | Goles |
| --------------- | ------------------- | ----- |
| John Hartson    | Celtic              | 25    |
| Derek Riordan   | Hibernian           | 20    |
| Nacho Novo      | Rangers             | 19    |
| Dado Pršo       | Rangers             | 18    |
| Kris Boyd       | Kilmarnock          | 17    |
| Scott McDonald  | Motherwell          | 15    |
| Garry O'Connor  | Hibernian           | 14    |
| Steve Lovell    | Dundee FC           | 12    |
| Chris Sutton    | Celtic              | 12    |
| Darren Mackie   | Aberdeen            | 12    |
| Stiliyan Petrov | Celtic              | 11    |
| Paul Hartley    | Heart of Midlothian | 11    |

Source: SPL official website

## Primera División - First División
La Primera División 2004-05 fue ganada por el Falkirk FC que accede a la máxima categoría, Partick Thistle y Raith Rovers   fueron relegados a la Segunda División.
| Pos | Equipo              | PJ | PG | PE | PP | GF | GC | GA  | Pts |
| --- | ------------------- | -- | -- | -- | -- | -- | -- | --- | --- |
| 1.  | Falkirk             | 36 | 22 | 9  | 5  | 66 | 30 | 36  | 75  |
| 2.  | Saint Mirren        | 36 | 15 | 15 | 6  | 41 | 23 | 18  | 60  |
| 3.  | Clyde               | 36 | 16 | 12 | 8  | 35 | 29 | 6   | 60  |
| 4.  | Queen of the South  | 36 | 14 | 9  | 13 | 36 | 38 | -2  | 51  |
| 5.  | Airdrie United      | 36 | 14 | 8  | 14 | 44 | 48 | -4  | 50  |
| 6.  | Ross County         | 36 | 13 | 8  | 15 | 40 | 37 | 3   | 47  |
| 7.  | Hamilton Academical | 36 | 12 | 11 | 13 | 35 | 36 | -1  | 47  |
| 8.  | St Johnstone        | 36 | 12 | 10 | 14 | 38 | 39 | -1  | 46  |
| 9.  | Partick Thistle     | 36 | 10 | 9  | 17 | 38 | 52 | -14 | 39  |
| 10. | Raith Rovers        | 36 | 3  | 7  | 26 | 26 | 67 | -41 | 16  |